# Сарпа (озеро, у посёлка Цаган-Нур)
Сарпа, или Цаган-Нур, — озеро на севере Калмыкии. Относится к Западно-Каспийскому бассейновому округу. Входит в систему Сарпинских озёр. Высота над уровнем моря — −2,3 м.

## Название
Гидроним Сарпа имеет тюркское происхождение. Предполагается, что название «Сарпа» означает «спустившееся».
Гидроним Цаган-Нур (калм. Цаһан-Нур) имеет монгольское происхождение и переводится как белое озеро (калм. цаһан — белый + калм. нур — озеро). Название отражает цвет кристаллов соли, образующихся на дне озера после его высыхания.

## Физико-географическая характеристика

### Происхождение
Как и другие озёра водной системы Сарпинско-Даванской ложбины озеро имеет реликтовое происхождение. Формирование озера связано с нижнехвалынской трансгрессией Каспийского моря. Озеро представляет собой реликт древней дельты, сформировавшейся на протяжении 7 — 8 тысяч лет на месте глубокого эстуария в конце позднего плейстоцена.

### Гидрология и климат
Гидрологический режим озера естественно-антропогенный. Озеро расположено в зоне резко континентального, полупустынного климата. В условиях значительного испарения роль дождевых осадков в водном режиме озера не велика. До ввода в эксплуатацию Сарпинской оросительно-обводнительной системы основным источником питания водоёма являлись осадки, выпадающие в зимний период. С 1978-79 годов в озеро сбрасываются воды из Сарпинской оросительно-обводнительной системы.
Согласно данным государственного водного реестра площадь озера составляет 23,5 км², объём 0,0235 км³.
После подачи воды из Волги по каналам Сарпинской системы озеро образовало единый водоём с озёрами Малая Ханата, Шарбут и Дола.
В целях поддержания уровня воды в северной части озера в летний период озеро разделено плотиной. Общая длина водоёма составила порядка 56 км, при средней ширине около 1,5 км.

### Гидрохимия
Вода озера Цаган-Нур характеризуется повышенными показателями общей минерализации (18 г/л), и очень высокими значениями перманганатной окисляемости, значительно превышающими нормативные.

### Флора и фауна
Сарпа имеет как обширную открытую акваторию, так и многочисленные мелководные, заросшие воздушно-водной растительностью участки и обнаженные острова.
Зарастание озера неравномерное, зоны жесткой воздушно-водной растительности (тростник, рогоз, камыш) с глубины 1,5 — 2,0 м замещается зарослями погруженной водной растительности, формируемых рдестами.
Сообщества зоопланктона и зообентоса озера отличаются высокой продуктивностью и кормностью для рыб. Биомасса и численность зоопланктона формируется преимущественно ракообразными (копеподы и кладоцеры).
Повышение уровня воды привело к изменениям всех сообществ экосистемы озера: деградации и перераспределению зарослей макрофитов, увеличению продуктивности фитопланктона, смене ведущих видов зоопланктона и бентоса, перегруппировке видового состава ихтиоценоза.

## Хозяйственное использование и экологическая ситуация
Озеро является конечным приёмником коллекторно-дренажных вод с рисовых чеков, поступающих в озеро через Сарпинскую оросительно-обводнительную систему без очистки. Подача высоко минерализованного коллекторно-дренажного, хозбытового стока в озеро при значительном испарении с их поверхности приводит к накоплению солей в них, что делает водоём непригодным для хозяйственного использования.
Уровень водоснабжения озера в объёме 13,6 млн м³, сложившийся в последние годы, является недостаточным, тогда как для нормального функционирования водоема требуется подача воды до 47 млн м³. Вследствие этого уровень воды, по сравнению с 2011 годом, понизился на 2 метра и колеблется в пределах 0,5-1,1 метра.
Избыточное развитие макрофитов приводит к возникновению дефицита кислорода в зимний и весенний периоды.